# 2021-es Formula–E Diría nagydíj
A 2021-es Formula–E Diría nagydíj egy kettő fordulóból álló versenyhétvége volt, amelyet február 26-án és 27-én rendeztek meg a rijádi utcai pályán. Ez volt a 2020–2021-es szezon első versenyhétvégéje. Az első futamot Nyck de Vries, míg a másodikat Sam Bird nyerte meg.

## Eredmények

### 1. verseny

#### Időmérő
| Pozíció | #  | Versenyző              | Csapat           | CS         | SP       | Rajthely |
| ------- | -- | ---------------------- | ---------------- | ---------- | -------- | -------- |
| 1.      | 17 | Nyck de Vries          | Mercedes         | 1:08.786   | 1:08.157 | 1        |
| 2.      | 99 | Pascal Wehrlein        | Porsche          | 1:08.885   | 1:08.821 | 2        |
| 3.      | 33 | René Rast              | Audi             | 1:08.959   | 1:08.869 | 3        |
| 4.      | 48 | Edoardo Mortara        | Venturi-Mercedes | 1:08.798   | 1:09.317 | 4        |
| 5.      | 94 | Alex Lynn              | Mahindra         | 1:09.133   | 1:09.345 | 5        |
| 6.      | 20 | Mitch Evans            | Jaguar           | 1:09.152   | 1:09.706 | 6        |
| 7.      | 36 | André Lotterer         | Porsche          | 1:09.157   |          | 7        |
| 8.      | 10 | Sam Bird               | Jaguar           | 1:09.265   |          | 8        |
| 9.      | 28 | Maximilian Günther     | Andretti-BMW     | 1:09.277   |          | 9        |
| 10.     | 22 | Oliver Rowland         | e.dams-Nissan    | 1:09.362   |          | 10       |
| 11.     | 29 | Alexander Sims         | Mahindra         | 1:09.559   |          | 11       |
| 12.     | 71 | Norman Nato            | Venturi-Mercedes | 1:09.628   |          | 12       |
| 13.     | 8  | Oliver Turvey          | NIO              | 1:09.631   |          | 13       |
| 14.     | 27 | Jake Dennis            | Andretti-BMW     | 1:09.723   |          | 14       |
| 15.     | 5  | Stoffel Vandoorne      | Mercedes         | 1:10.128   |          | 15       |
| 16.     | 11 | Lucas di Grassi        | Audi             | 1:10.474   |          | 16       |
| 17.     | 23 | Sébastien Buemi        | e.dams-Nissan    | 1:10.594   |          | 17       |
| 18.     | 13 | António Félix da Costa | Techeetah-DS     | 1:10.735   |          | 18       |
| 19.     | 25 | Jean-Éric Vergne       | Techeetah-DS     | 1:10.804   |          | 19       |
| 20.     | 7  | Sérgio Sette Câmara    | Dragon-Penske    | 1:21.445   |          | 20       |
| 21.     | 37 | Nick Cassidy           | Virgin-Audi      | 1:22.020   |          | 21       |
| 22.     | 88 | Tom Blomqvist          | NIO              | 1:23.165   |          | 22       |
| 23.     | 6  | Nico Müller            | Dragon-Penske    | 1:24.955   |          | 23       |
| 24.     | 4  | Robin Frijns           | Virgin-Audi      | idő nélkül |          | 24       |
| Forrás: |    |                        |                  |            |          |          |

#### Futam
| Pozíció | #  | Versenyzó              | Csapat           | Körök | Idő/kiesés oka   | Rajthely | Pontok    |
| ------- | -- | ---------------------- | ---------------- | ----- | ---------------- | -------- | --------- |
| 1.      | 17 | Nyck de Vries          | Mercedes         | 32    | 46:44.765        | 1        | 25+3+1[a] |
| 2.      | 48 | Edoardo Mortara        | Venturi-Mercedes | 32    | +4.119           | 4        | 18        |
| 3.      | 20 | Mitch Evans            | Jaguar           | 32    | +4.619           | 6        | 15        |
| 4.      | 33 | René Rast              | Audi             | 32    | +4.852           | 3        | 12+1[b]   |
| 5.      | 99 | Pascal Wehrlein        | Porsche          | 32    | +7.962           | 2        | 10        |
| 6.      | 22 | Oliver Rowland         | e.dams-Nissan    | 32    | +9.318           | 10       | 8         |
| 7.      | 29 | Alexander Sims         | Mahindra         | 32    | +9.686           | 11       | 6         |
| 8.      | 5  | Stoffel Vandoorne      | Mercedes         | 32    | +9.973           | 15       | 4         |
| 9.      | 11 | Lucas di Grassi        | Audi             | 32    | +11.089          | 16       | 2         |
| 10.     | 8  | Oliver Turvey          | NIO              | 32    | +15.518          | 13       | 1         |
| 11.     | 13 | António Félix da Costa | Techeetah-DS     | 32    | +16.225          | 18       |           |
| 12.     | 27 | Jake Dennis            | Andretti-BMW     | 32    | +17.025          | 14       |           |
| 13.     | 23 | Sébastien Buemi        | e.dams-Nissan    | 32    | +17.273          | 17       |           |
| 14.     | 71 | Norman Nato            | Venturi-Mercedes | 32    | +17.312          | 12       |           |
| 15.     | 25 | Jean-Éric Vergne       | Techeetah-DS     | 32    | +18.402          | 19       |           |
| 16.     | 36 | André Lotterer         | Porsche          | 32    | +18.417          | 7        |           |
| 17.     | 4  | Robin Frijns           | Virgin-Audi      | 32    | +18.822          | 24       |           |
| 18.     | 88 | Tom Blomqvist          | NIO              | 32    | +19.072          | 22       |           |
| 19.     | 37 | Nick Cassidy           | Virgin-Audi      | 32    | +19.951          | 21       |           |
| 20.     | 7  | Sérgio Sette Câmara    | Dragon-Penske    | 32    | +20.174          | 20       |           |
| 21.     | 6  | Nico Müller            | Dragon-Penske    | 32    | +20.586          | Box      |           |
| Ki      | 28 | Maximilian Günther     | Andretti-BMW     | 23    | baleset          | 9        |           |
| Ki      | 10 | Sam Bird               | Jaguar           | 22    | baleseti sérülés | 8        |           |
| Ki      | 94 | Alex Lynn              | Mahindra         | 16    | ütközés          | 5        |           |
| Forrás: |    |                        |                  |       |                  |          |           |

Megjegyzések:
- ↑ a:  +3 pont a pole-pozícióért és +1 pont a csoportkörben megfutott leggyorsabb körért.
- ↑ b:  +1 pont a leggyorsabb körért.

### 2. verseny

#### Időmérő
| Pozíció | #  | Versenyző              | Csapat           | CS            | SP       | Rajthely |
| ------- | -- | ---------------------- | ---------------- | ------------- | -------- | -------- |
| 1.      | 4  | Robin Frijns           | Virgin-Audi      | 1:07.810      | 1:07.889 | 1        |
| 2.      | 7  | Sérgio Sette Câmara    | Dragon-Penske    | 1:08.333      | 1:08.178 | 2        |
| 3.      | 10 | Sam Bird               | Jaguar           | 1:08.384      | 1:08.405 | 3        |
| 4.      | 8  | Oliver Turvey          | NIO              | 1:08.424      | 1:08.439 | 4        |
| 5.      | 88 | Tom Blomqvist          | NIO              | 1:08.367      | 1:08.732 | 5        |
| 6.      | 6  | Nico Müller            | Dragon-Penske    | 1:08.432      | 1:09.060 | 6        |
| 7.      | 25 | Jean-Éric Vergne       | Techeetah-DS     | 1:08.471      |          | 7        |
| 8.      | 23 | Sébastien Buemi        | e.dams-Nissan    | 1:08.544      |          | 8        |
| 9.      | 94 | Alex Lynn              | Mahindra         | 1:08.632      |          | 12[c]    |
| 10.     | 13 | António Félix da Costa | Techeetah-DS     | 1:08.649      |          | 9        |
| 11.     | 37 | Nick Cassidy           | Virgin-Audi      | 1:08.733      |          | 10       |
| 12.     | 28 | Maximilian Günther     | Andretti-BMW     | 1:08.797      |          | 11       |
| 13.     | 22 | Oliver Rowland         | e.dams-Nissan    | 1:08.798      |          | 13       |
| 14.     | 29 | Alexander Sims         | Mahindra         | 1:08.876      |          | 14       |
| 15.     | 11 | Lucas di Grassi        | Audi             | 1:08.970      |          | 15       |
| 16.     | 99 | Pascal Wehrlein        | Porsche          | 1:09.601      |          | 16       |
| 17.     | 27 | Jake Dennis            | Andretti-BMW     | 1:11.194      |          | 17       |
| 18.     | 20 | Mitch Evans            | Jaguar           | 1:13.868      |          | 18       |
| 19.     | 33 | René Rast              | Audi             | 1:13.954      |          | 19       |
| 20.     | 17 | Nyck de Vries          | Mercedes         | idő nélkül[d] |          | 20       |
| 21.     | 48 | Edoardo Mortara        | Venturi-Mercedes | idő nélkül[d] |          | 21       |
| 22.     | 5  | Stoffel Vandoorne      | Mercedes         | idő nélkül[d] |          | 22       |
| 23.     | 71 | Norman Nato            | Venturi-Mercedes | idő nélkül[d] |          | 23       |
| 24.     | 36 | André Lotterer         | Porsche          | idő nélkül    |          | 24       |
| Forrás: |    |                        |                  |               |          |          |

Megjegyzések:
- ↑ c:  Alex Lynn egy három rajthelyes büntetést kapott, amiért baelsetet okoztt az első futamon.[9]
- ↑ d:  Edoardo Mortara balesetet szenvedett a szabadedzésen az autója fékrendszerének meghibásodása miatt. Mivel nem tudták megállapítani, hogy egyéni problémáról van szó, ezért a Mercedes hajtásláncot használó csapatok biztonsági okokból nem teljesíthettek mért kört a kvalifikáció során.[10]

#### Verseny
| Pozíció | #  | Versenyzó              | Csapat           | Körök | Idő/kiesés oka | Rajthely | Pontok    |
| ------- | -- | ---------------------- | ---------------- | ----- | -------------- | -------- | --------- |
| 1.      | 10 | Sam Bird               | Jaguar           | 29    | 39:50.836      | 3        | 25        |
| 2.      | 4  | Robin Frijns           | Virgin-Audi      | 29    | +2.194         | 1        | 18+3+1[e] |
| 3.      | 13 | António Félix da Costa | Techeetah-DS     | 29    | +6.900         | 9        | 15        |
| 4.      | 7  | Sérgio Sette Câmara    | Dragon-Penske    | 29    | +12.817        | 2        | 12        |
| 5.      | 6  | Nico Müller            | Dragon-Penske    | 29    | +13.924        | 6        | 10        |
| 6.      | 8  | Oliver Turvey          | NIO              | 29    | +15.523        | 4        | 8         |
| 7.      | 22 | Oliver Rowland         | e.dams-Nissan    | 29    | +16.389        | 13       | 6         |
| 8.      | 11 | Lucas di Grassi        | Audi             | 29    | +20.612        | 15       | 4         |
| 9.      | 17 | Nyck de Vries          | Mercedes         | 29    | +22.482        | 20       | 2+1[f]    |
| 10.     | 99 | Pascal Wehrlein        | Porsche          | 29    | +25.395        | 16       | 1         |
| 11.     | 36 | André Lotterer         | Porsche          | 29    | +27.257        | Box      |           |
| 12.     | 25 | Jean-Éric Vergne       | Techeetah-DS     | 29    | +28.846[g]     | 7        |           |
| 13.     | 5  | Stoffel Vandoorne      | Mercedes         | 29    | +29.112        | 22       |           |
| 14.     | 37 | Nick Cassidy           | Virgin-Audi      | 29    | +33.079[g]     | 10       |           |
| 15.     | 29 | Alexander Sims         | Mahindra         | 29    | +43.885[g]     | 14       |           |
| 16.     | 71 | Norman Nato            | Venturi-Mercedes | 29    | +48.192        | 23       |           |
| 17.     | 33 | René Rast              | Audi             | 29    | +1:06.254[g]   | 19       |           |
| 18      | 88 | Tom Blomqvist          | NIO              | 29    | +1:09.508[g]   | 5        |           |
| Ki      | 23 | Sébastien Buemi        | e.dams-Nissan    | 26    |                | 8        |           |
| Ki      | 28 | Maximilian Günther     | Andretti-BMW     | 26    | ütközés        | 11       |           |
| Ki      | 20 | Mitch Evans            | Jaguar           | 26    | ütközés        | 18       |           |
| Ki      | 94 | Alex Lynn              | Mahindra         | 26    | ütközés[g]     | 12       |           |
| Ki      | 27 | Jake Dennis            | Andretti-BMW     | 16    | ütközés        | 17       |           |
| Ni      | 48 | Edoardo Mortara        | Venturi-Mercedes | 0     | nem indult     | 21       |           |
| Forrás: |    |                        |                  |       |                |          |           |

Megjegyzések:
- ↑ e:  +3 pont a pole-pozícióért és +1 pont a csoportkörben megfutott leggyorsabb körért.
- ↑ f:  +1 pont a leggyorsabb körért.
- ↑ g:  Blomqvist, Rast és Vergne boxutca áthajtásos büntetésben részesültek, amiért nem használtak a támadó üzemmódot kétszer a verseny során. Rast, Blomqvist és Cassidy átléptek a megengedett sebességhatárt a teljes pályás sárga zászlós időszak alatt, ezért őket is boxutca áthajtásos büntetéssel sújtották. Technikai szabálysértés miatt, a Mahindra Racing versenyzőit szintén ugyanilyen módon büntették meg. A büntetéseket a futamot követően osztották ki, ezért a fent említett versenyzők 24 másodperces időbüntetést kaptak.[12]

## A világbajnokság állása a futamok után
(Teljes táblázat)
| H  | Versenyzők             | Pont | H  | Konstruktőrök                   | Pont |
| -- | ---------------------- | ---- | -- | ------------------------------- | ---- |
| 1. | Nyck de Vries          | 32   | 1. | Jaguar Racing                   | 40   |
| 2. | Sam Bird               | 25   | 2. | Mercedes-Benz EQ Formula E Team | 36   |
| 3. | Robin Frijns           | 22   | 3. | Envision Virgin Racing          | 22   |
| 4. | Edoardo Mortara        | 18   | 4. | Dragon / Penske Autosport       | 22   |
| 5. | António Félix da Costa | 15   | 5. | Audi Sport ABT Schaeffler       | 19   |

- Jegyzet: Csak az első 5 helyezett van feltüntetve mindkét táblázatban.